# Giải vô địch bóng rổ thế giới 2023 (Bảng L)

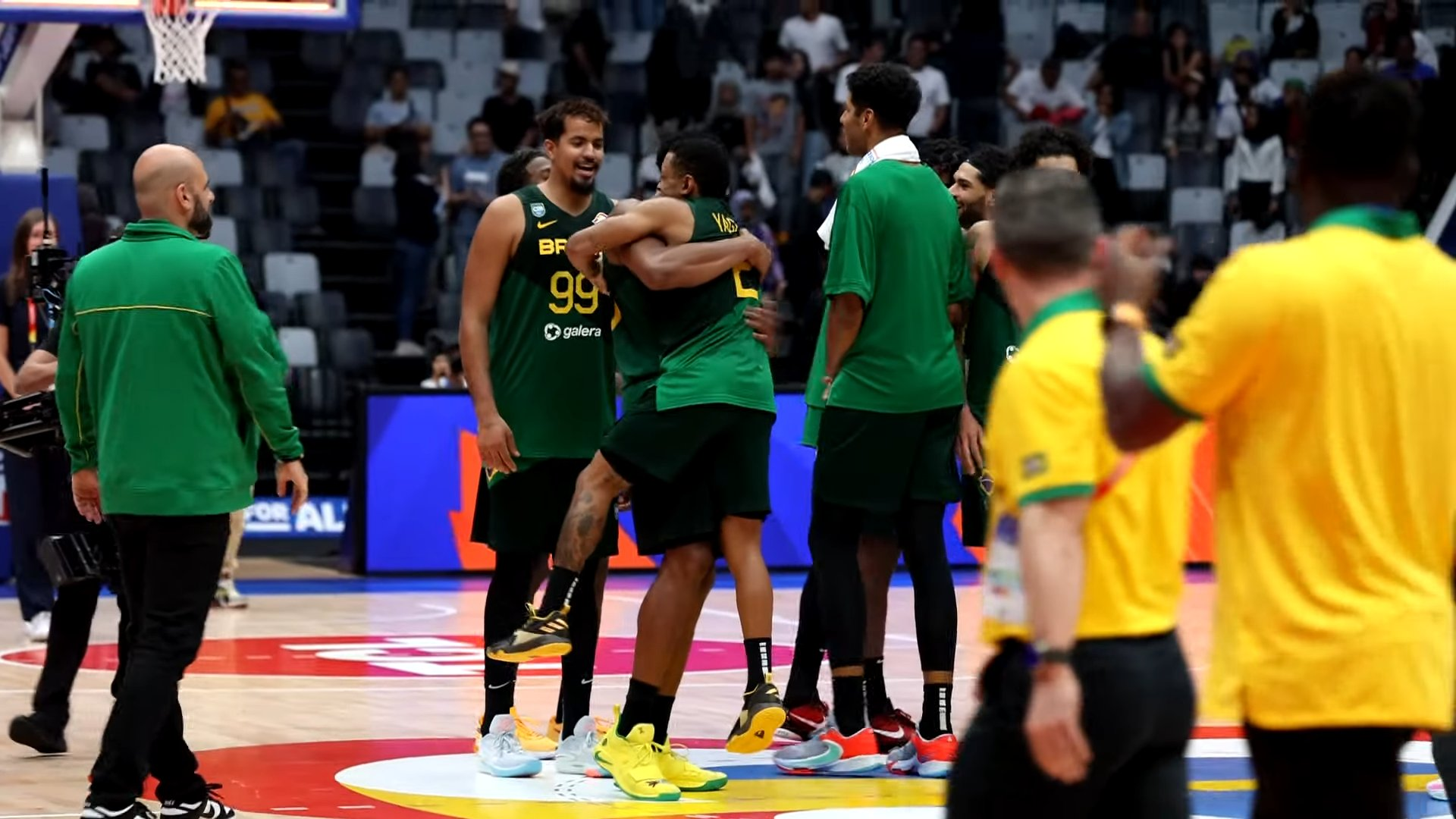
Các cầu thủ đội tuyển quốc gia Brasil ăn mừng trong chiến thắng trước Canada.

Bảng L là một trong bốn bảng đấu trong vòng 2 của Giải vô địch bóng rổ thế giới 2023, diễn ra từ ngày 1 đến ngày 3 tháng 9 năm 2023, bao gồm 4 đội, 2 đội đứng đầu bảng G và 2 đội đứng đầu bảng H. Kết quả của giai đoạn vòng bảng cũng sẽ được tính vào bảng xếp hạng, các đội sẽ đối đầu với 2 đội của các bảng đấu khác. Tất cả các trận đấu của bảng diễn ra tại Nhà thi đấu Indonesia, Jakarta, Indonesia. Hai đội đứng đầu bảng sẽ giành vé vào vòng cuối cùng, đội đứng thứ ba sẽ được phân vào các vị trí từ 9 đến 12, đội cuối bảng sẽ được phân vào các vị trí từ 13 đến 16.

## Các đội tuyển vượt qua giai đoạn vòng bảng
| Bảng đấu | Nhất bảng   | Nhì bảng |
| -------- | ----------- | -------- |
| G        | Tây Ban Nha | Brasil   |
| H        | Canada      | Latvia   |

## Bảng xếp hạng
| VT | Đội         | ST | T | B | ĐT  | ĐB  | HS   | Đ | Giành quyền tham dự |
| -- | ----------- | -- | - | - | --- | --- | ---- | - | ------------------- |
| 1  | Canada      | 5  | 4 | 1 | 477 | 367 | +110 | 9 | Tứ kết              |
| 2  | Latvia      | 5  | 4 | 1 | 450 | 410 | +40  | 9 | Tứ kết              |
| 3  | Tây Ban Nha | 5  | 3 | 2 | 429 | 369 | +60  | 8 |                     |
| 4  | Brasil      | 5  | 3 | 2 | 420 | 401 | +19  | 8 |                     |

1. 1 2  Canada 101–75 Latvia
2. 1 2  Brasil 78–96 Tây Ban Nha

## Các trận đấu
Tất cả các trận đấu được diễn ra theo (UTC+7).

### Tây Ban Nha vs Latvia
| 1 tháng 9 năm 2023 16:45 | Chi tiết | Tây Ban Nha                                                                          | 69–74 | Latvia                                                                 |  | Nhà thi đấu Indonesia, Jakarta Số khán giả: 7,117 Trọng tài: Roberto Vázquez (Puerto Rico), Aleksandar Glišić (Serbia), Juan Fernández (Argentina) |
| 1 tháng 9 năm 2023 16:45 | Chi tiết | Điểm mỗi set: 16–17, 16–12, 26–18, 11–27                                             |       |                                                                        |  | Nhà thi đấu Indonesia, Jakarta Số khán giả: 7,117 Trọng tài: Roberto Vázquez (Puerto Rico), Aleksandar Glišić (Serbia), Juan Fernández (Argentina) |
| 1 tháng 9 năm 2023 16:45 | Chi tiết | Điểm: W. Hernangómez 14 Chụp bóng bật bảng: Claver, J. Hernangómez 5 Hỗ trợ: Llull 7 |       | Điểm: Dāv. Bertāns 16 Chụp bóng bật bảng: R. Kurucs 8 Hỗ trợ: Žagars 5 |  | Nhà thi đấu Indonesia, Jakarta Số khán giả: 7,117 Trọng tài: Roberto Vázquez (Puerto Rico), Aleksandar Glišić (Serbia), Juan Fernández (Argentina) |

### Canada vs Brasil
| 1 tháng 9 năm 2023 20:30 | Chi tiết | Canada                                                                              | 65–69 | Brasil                                                                |  | Nhà thi đấu Indonesia, Jakarta Số khán giả: 8,934 Trọng tài: Julio Anaya (Panama), Jenna Reneau (Hoa Kỳ), Johnny Batista (Puerto Rico) |
| 1 tháng 9 năm 2023 20:30 | Chi tiết | Điểm mỗi set: 13–16, 24–11, 15–18, 13–24                                            |       |                                                                       |  | Nhà thi đấu Indonesia, Jakarta Số khán giả: 8,934 Trọng tài: Julio Anaya (Panama), Jenna Reneau (Hoa Kỳ), Johnny Batista (Puerto Rico) |
| 1 tháng 9 năm 2023 20:30 | Chi tiết | Điểm: Gilgeous-Alexander 23 Chụp bóng bật bảng: Olynyk 7 Hỗ trợ: Alexander-Walker 3 |       | Điểm: Caboclo 19 Chụp bóng bật bảng: Caboclo 13 Hỗ trợ: Dos Santos 10 |  | Nhà thi đấu Indonesia, Jakarta Số khán giả: 8,934 Trọng tài: Julio Anaya (Panama), Jenna Reneau (Hoa Kỳ), Johnny Batista (Puerto Rico) |

### Brasil vs Latvia
| 3 tháng 9 năm 2023 16:45 | Chi tiết | Brasil                                                                 | 84–104 | Latvia                                                             |  | Nhà thi đấu Indonesia, Jakarta Số khán giả: 10,412 Trọng tài: Roberto Vázquez (Puerto Rico), Aleksandar Glišić (Serbia), Johnny Batista (Puerto Rico) |
| 3 tháng 9 năm 2023 16:45 | Chi tiết | Điểm mỗi set: 20–22, 22–23, 21–36, 21–23                               |        |                                                                    |  | Nhà thi đấu Indonesia, Jakarta Số khán giả: 10,412 Trọng tài: Roberto Vázquez (Puerto Rico), Aleksandar Glišić (Serbia), Johnny Batista (Puerto Rico) |
| 3 tháng 9 năm 2023 16:45 | Chi tiết | Điểm: Caboclo 20 Chụp bóng bật bảng: Caboclo, Dias 7 Hỗ trợ: Huertas 9 |        | Điểm: Gražulis 24 Chụp bóng bật bảng: R. Kurucs 5 Hỗ trợ: Zoriks 6 |  | Nhà thi đấu Indonesia, Jakarta Số khán giả: 10,412 Trọng tài: Roberto Vázquez (Puerto Rico), Aleksandar Glišić (Serbia), Johnny Batista (Puerto Rico) |

### Tây Ban Nha vs Canada
| 3 tháng 9 năm 2023 20:30 | Chi tiết | Tây Ban Nha                                                                             | 85–88 | Canada                                                                                   |  | Nhà thi đấu Indonesia, Jakarta Số khán giả: 12,493 Trọng tài: Julio Anaya (Panama), Juan Fernández (Argentina), Andrés Bartel (Uruguay) |
| 3 tháng 9 năm 2023 20:30 | Chi tiết | Điểm mỗi set: 21–21, 27–17, 25–23, 12–27                                                |       |                                                                                          |  | Nhà thi đấu Indonesia, Jakarta Số khán giả: 12,493 Trọng tài: Julio Anaya (Panama), Juan Fernández (Argentina), Andrés Bartel (Uruguay) |
| 3 tháng 9 năm 2023 20:30 | Chi tiết | Điểm: W. Hernangómez 25 Chụp bóng bật bảng: W. Hernangómez 6 Hỗ trợ: Fernández, Núñez 7 |       | Điểm: Gilgeous-Alexander 30 Chụp bóng bật bảng: 3 cầu thủ 5 Hỗ trợ: Gilgeous-Alexander 7 |  | Nhà thi đấu Indonesia, Jakarta Số khán giả: 12,493 Trọng tài: Julio Anaya (Panama), Juan Fernández (Argentina), Andrés Bartel (Uruguay) |